# Хочу вірити
«Хо́чу ві́рити» (рос. «Хочу верить») — український чорно-білий фільм 1965 року, знятий режисером Миколою Мащенком на Кіностудії імені Олександра Довженка. У головних ролях — Олексій Сафонов і Катерина Крупєннікова. Прем'єра відбулася 29 листопада 1965 року.
Військова драма за мотивами однойменної повісті Ігоря Голосовського.

## Сюжет
Агент підпільників Дніпровська Людмила Зайковська, користуючись прихильністю німецьких офіцерів до себе, дізнавалася про таємні операції «третього рейху». У 1942 році нацисти викрили Людмилу та її спільників, але після війни зібрані дані — зіграли проти Людмили, і її ім'я було заплямоване...
Через 20 років, покладаючись на помилкові архівні дані, журналіст Олексій Трофименко пише статтю про зраду Людмили. Але знаходяться свідки, які стверджують про її невиннуватість. Журналіст намагається дізнатися правду...

## У ролях
- Олексій Сафонов — Олексій Трофименко, журналіст
- Катерина Крупєннікова — Людмила Зайковська / Маша Зайковська
- Юрій Лавров — Василь Павлович, редактор газети
- Нікола Попович — Нікола Олексич, лікар
- Анатолій Іванов — Арвід Круміньш, підпільник
- Михайло Мансуров — Михайлов
- Ганна Ніколаєва — Сергєєва, вдова Петра Сергєєва
- Марія Самойлова — тітка Дуся: Євдокія Петрівна, яка працювала у війну санітаркою
- Алла Лєдова — Алла Лєдова, філософ з міркуваннями на тему «Світло місяця»
- Людмила Глазова — Зоя Іванівна, сусідка Людмили, яка виховала Машу
- Уно Лойт — Кернер, німецький офіцер
- Віктор Чекмарьов — завідувач архіву
- Ігор Лєдогоров — Сергій Михайлович, редактор газети Дніпровська
- Петро Вескляров — Кузьма Єгорович Левченко, залізничник, під час війни працював у лікарні Дніпровська
- Раїса Недашківська — Галя Наливайко
- Геннадій Юхтін — Кирило, гість Галі Наливайко
- Світлана Данильченко — Світлана, донька Ніколи Олексича
- Микола Крюков — Семчук Семен Григорович, колишній підпільник
- Людмила Сосюра — Таня, сестра Олексія
- Неоніла Гнеповська — мама Толіка, сусідка Олексичів
- Володимир Волков — Петро Сергеєв
- Микола Рушковський — співробітник газети
- Олег Комаров — Вася, телефоніст
- Сергій Дворецький — гість Галі Наливайко
- Павло Іванов — гість Галі Наливайко
- Борис Андреєв — епізод
- Володимир Давидов — епізод
- Володимир Савельєв — епізод
- Маргарита Кошелева — Рита, працівниця архіву (немає в титрах)
- Борислав Брондуков — гість Галі Наливайко (немає в титрах)
- Віталій Дорошенко — гість Галі Наливайко (немає в титрах)
- Герман Качин — гість Галі Наливайко (немає в титрах)
- Леонід Осика — гість Галі Наливайко (немає в титрах)
- Ада Волошина — гостя Галі Наливайко (немає в титрах)
- Антоніна Лефтій — гостя Галі Наливайко (немає в титрах)
- Микола Засєєв-Руденко — співробітник газети (немає в титрах)
- Лев Перфілов — співробітник газети (немає в титрах)
- Валентин Черняк — співробітник газети (немає в титрах)
- Дмитро Капка — сусід тітки Дусі (немає в титрах)
- Марія Капніст — сусідка (немає в титрах)
- Леонід Тарабаринов — лікар, учень Ніколи Олексича (немає в титрах)
- Микола Гринько — керівник підпілля (немає в титрах)
- В. Пушкаренко — гість Галі Наливайко (немає в титрах)

## Знімальна група
- Режисер: Микола Мащенко
- Оператор: Ігор Бєляков
- Сценарист: Ігор Голосовський, Микола Мащенко
- Композитор: Климентій Домінчен
- Художник: Олег Степаненко, Едуард Шейкін
- Звукооператор: Юрій Риков
- Монтаж: Наталія Пищикова
- Грим: В. Шикіна
- Костюми: Ольга Яблонська
- Асистент режисера: Н. Шевченко, Г. Зільберман
- Асистент оператора: Фелікс Ржешутек, Б. Лебедєв